# للین (لهستان)
للین  نام روستایی در جنوب شرقی لهستان است. این روستا با جمعیت ۳۰۰ نفر در سیزده کیلومتری شمال غربی شهر سانوک  واقع است.